# التضامن الفولتي
التضامن الفولتي (بالفرنسية: Solidarité Voltaïque)‏ كان تحالف سياسي في فولتا العليا تشكل بعد الانتخابات الإقليمية في عام 1957. شكل التضامن من قبل الحزب الاجتماعي لتحرير الجماهير الأفريقية والحركة الشعبية الأفريقية والحركة الديمقراطية الفولتية. وطالب باستقالة نائب الرئيس أوزين كوليبالي. تمت الدعوة إلى اقتراح بحجب الثقة، لكن أربعة نواب من التضامن انحازوا إلى الحكومة ورُفض الاقتراح. كان أحد هؤلاء النواب الأربعة موريس ياموغو، الذي انضم إلى التجمع الديمقراطي الأفريقي.
في عام 1958، انضم التضامن إلى حزب التجمع الأفريقي.